# سبع ورقات كوتشينة (فلم)
سبع ورقات كوتشينة فيلم مصري من إنتاج عام 2004.

## قصة الفيلم
أحمد عبد الحى بدراوى شاب طيب خجول يرث من عمه المتوفى فيلا أنيقة تقع على شواطئ البحر الأحمر، فيقرر الانتقال للإقامة بها مع صديقيه «أشرف» و «ميزو»، وهناك يجد وظيفة كمحاسب في فندق كبير، حيث يتوقع أن تسير أمور حياته الجديدة بشكل طبيعى. ولكن المفاجأت تبدأ منذ أن يقع نظره على «نور» التي تغني في ملهى الفندق ليلاً وتعمل كعاملة إستقبال في بهو الفندق نهاراً، فيحاول التقرب إليها ويعرف المزيد عنها حتى يعجب بجديتها وشخصيتها ويجد نفسه مغرماً بها.
من ناحية أخرى، تقع «نور» في غرام طارق، مدير الفندق الذي لا يفوق عشقه للنساء أي شئ آخر في الحياة، والذي يحاول إستغلالها لغرض في نفسه!! وبعد اكتشاف أحمد لهذه العلاقة يعيش في مأساة لبعض الوقت.
وفجأة تظهر في حياته فتاة جديدة وهي «دينا» التي تخبره بأن عمه المتوفى يخبئ في الفيلا «مفتاح» لخزينة أحد البنوك الدولية، وأن تلك الخزينة تحوي مجوهرات تقدر بملايين الجنيهات، فيحاول الاثنان بمساعدة الصديقين «أشرف» و«ميزو» أن يجدا المفتاح، وهو ما يقرب كثيراً ما بين «أحمد» و«دينا» التي تحاول إخراجه من الحالة التي يعيشها وتقنعه بالتجديد في مظهره ليظهر بـ "New look"، وبالفعل تنجح في إسعاده وتزيد من ثقته بنفسه بشكل واضح.
أيضاً، يتضح أن «طارق» و«نور» على علم منذ البداية بقصة «المفتاح»، وأنهما كانا يسعيان للتقرب من «أحمد» ليحصلا على المجوهرات، إلا أن «نور» تنقلب على «طارق» وتحاول استعادة «أحمد» الذي تجد فيه الحب الصادق والقلب الطيب.
وعلى الرغم من أن كرامته لن تسمح له بذلك بطبيعة الحال، إلا أنه يواجه بداخله صراعاً بين حبه لـ«نور» ومشاعره نحو «دينا»، وتحاول الأولى من جانبها أن تبرهن له على حبها وصدق كلامها فتقوم بسرقة المجوهرات من طارق وإعادتها إلى أحمد. لكنه في النهاية يختار دينا ويسعد كثيراً بتحقيق نور حلمها بالغناء على خشبة المسرح.

## بطولة
- روبي
- يوسف الشريف
- رانيا شاهين
- محمد سليمان

## روابط خارجية
- مقالات تستعمل روابط فنية بلا صلة مع ويكي بيانات